# François de Rohan-Gié
François de Rohan († 29. Dezember 1559) aus dem Haus Rohan war ein französischer Adliger, Militär und Diplomat.
Er war Seigneur de Gié, du Verger, Baron de Château-du-Loir, de Mortiercrolles et de Marigny, sowie Vicomte de Fronsac.

## Leben
François de Rohan-Gié ist der Sohn von Charles de Rohan, Seigneur de Gié, Vicomte de Fronsac, Comte de Guise (bis 1526), Comte d’Orbec (ab 1526) († 6. Mai 1528), und Giovanna Sanseverino. Er war der Enkel des Marschalls Pierre I. de Rohan, der Neffe von François de Rohan († 13. Oktober 1536), der seit 1501 Erzbischof von Lyon war, sowie der Bruder von Claude de Rohan-Gié, Dame de Thoury, die 1539/40 die Mätresse des Königs Franz I. wurde, und von Jacqueline de Rohan-Gié, Marquise de Rothelin, die 1557 zum Protestantismus konvertierte.
1539 war er Außerordentlicher Botschafter beim Heiligen Stuhl, um Papst Paul III. über die Aussöhnung des Königs Franz I. mit Kaiser Karl V. zu unterrichten, sowie um die Abhaltung eines allgemeinen Konzils zu beantragen. 1542 nahm er am Feldzug im Roussillon unter dem Oberkommando des Dauphin Heinrich teil. 
Ab 1544 war er Lieutenant-général im Gouvernement der Bretagne. 
1547 wurde er zum Botschafter beim Heiligen Stuhl ernannt, um im Jahr darauf Papst Paul III. im Namen des neuen Königs Heinrich II. dessen Gehorsam zu erweisen.
Nachdem er 1557 beauftragt worden war, die États de Bretagne abzuhalten, betrat er mit dem Schwert an der Seite (l’épée au côté) das Parlement in Rennes, aufgrund einer Verordnung des Königs, die geregelt hatte, dass in seiner Abwesenheit die Herzöge und Pairs, die Prinzen von Geblüt und die anderen Prinzen, der Connétable und die Marschälle dieses Vorrecht genießen sollten.

## Ehe und Familie
François de Rohan-Gié heiratete am 23. März 1536 in erster Ehe Catherine de Silly, Comtesse de Rochefort, Dame de La Roche-Guyon, Tochter von Charles de Silly, Seigneur de La Roche-Guyon, Comte de Rochefort, und Philippine de Sarrebruck-Commercy, Dame de Louvois. Ihre Kinder sind:
- Léonore[2] (* 10. Januar 1539; † 20. September 1539), Comtesse de Rochefort, Dame du Verger; ⚭ 22. Juli 1561[3] Louis VI. de Rohan, Seigneur und 1570 Prince de Guéméné, Comte de Montbazon, Baron de La Haye, et de Marigny en Touraine († 4. Mai 1611)
- Jacqueline († Mai 1578), Dame de Gié; ⚭ François de Balsac, Seigneur d'Entragues († 11. Februar 1613), Gouverneur von Orléans, Sohn von Guillaume de Balsac, Seigneur d’Entragues, und Louise d’Humières
- Françoise († 20. April 1585), genannt Diane, Dame de Gillebourg; ⚭ 3. Februar 1564 François de Maillé de La Tour-Landry, Comte de Châteauroux, Baron de La Tour-Landry, Seigneur de Bourmont, Clérvaux etc. († 1598), Sohn von Jean de Maillé, Seigneur de La Tour-Landry,, und Paule Chabot[4]

Er heiratete in zweiter Ehe Renée de Rohan, Tochter von Louis V. de Rohan, Seigneur de Guémené, und Marguerite de Laval, diese Ehe blieb ohne Nachkommen; René de Rohan heiratete in zweiter Ehe René de Laval, Seigneur de Loué († 8. Oktober 1562) (Stammliste der Montmorency), und in dritter Ehe Jean de Laval, Marquis de Nesle, Comte de Joigny et de Maillé († 20. September 1576) (Stammliste der Montmorency).